# 백마고등학교
백마고등학교(白馬高等學校)는 대한민국 경기도 고양시 일산동구 백석동에 있는 공립 고등학교이다.

## 학교 연혁
- 1996년 1월 13일 : 백마고등학교 설립 인가(남여 공학 36학급)
- 1997년 3월 1일 : 백마고등학교 개교, 초대 유학로 교장 취임
- 1997년 3월 5일 : 제1회 신입생 281명 입학으로 6학급 편성
- 2000년 2월 12일 : 제1회 졸업식(289명)
- 2016년 1월 1일 : 교육과정 클러스터 운영
- 2018년 1월 1일 : 소프트웨어 선도학교(~2019)
- 2023년 3월 1일 : 제10대 안명근 교장 취임
- 2023년 12월 22일 : 제25회 졸업식(259명 졸업)
- 2024년 3월 4일 : 제28회 신입생 288명 입학(11학급)

## 참고 자료
- 백마고등학교 - 한국교육학술정보원 학교알리미